# Tocantins Futebol Clube
O Tocantins Futebol Clube é um clube brasileiro de futebol, sediado na cidade de Palmas, capital do estado de Tocantins.

## História
O Tocantins foi fundado em 10 de outubro de 1999, com o nome de Clube Atlético Tocantinense. Na ocasião, suas cores eram preto e branco.
Em 2002, participou pela primeira vez do Campeonato Tocantinense, terminando na última colocação entre os dez participantes. Em 2006, alterou o nome para o atual Tocantins Futebol Clube, bem como as cores, que passaram a ser azul e branco. Dentro de campo, a troca de nome não surtiu efeito e o clube novamente terminaria na lanterna do estadual.
Após várias participações sem sequer obter a classificação para a segunda fase, o Tocantins sagrou-se campeão estadual em 2008. O clube fez uma campanha razoável na primeira fase, obtendo a quarta colocação do Grupo B. Na segunda fase, foi o segundo colocado de seu grupo. Nas semifinais, derrotou o Juventude de Dianópolis duas vezes (1x0 e 2x1). Na decisão, surpreendeu o Gurupi, derrotando-o por 1x0 em pleno Estádio Resendão, na cidade de Gurupi. No confronto final de 27 de junho, no Estádio Nilton Santos, em Palmas, um empate sem gols bastou para que o Tocantins ficasse com o título, perante um público de quase cinco mil torcedores.
Com a conquista, o Tocantins garantiu o direito de participar da Copa do Brasil e do Campeonato Brasileiro de Série D do ano seguinte. Entretanto, a temporada de 2009 foi ruim para o clube. Eliminado da Copa do Brasil na primeira fase pelo Atlético Paranaense logo na primeira partida, com uma derrota por 3 a 0 no Estádio Nilton Santos, o Tocantins também foi eliminado na primeira fase da Série D. No grupo 2, do qual também faziam parte São Raimundo do Pará, Cristal e Moto Club, o Tocantins foi o lanterna.
Além disso, o clube foi assolado por grave crise financeira, que acarretou em atraso de salários de jogadores e funcionários e o não-pagamento de taxas de arbitragens. Em 2013, com a má fase, culminou com o rebaixamento no Campeonato Tocantinense, com a goleada sofrida em casa para o Tubarão por 4 a 0, na 15ª rodada da competição e três rodadas antes do encerramento da primeira fase. No segundo semestre do mesmo ano, desistiu da segunda divisão estadual por problemas econômicos.

## Títulos
| ESTADUAIS | ESTADUAIS                            | ESTADUAIS | ESTADUAIS  |
|           | Competição                           | Títulos   | Temporadas |
| --------- | ------------------------------------ | --------- | ---------- |
|           | Campeonato Tocantinense              | 1         | 2008       |
|           | Campeonato Tocantinense - 2ª Divisão | 1         | 2011       |

## Estatísticas

### Participações
|  | Participações em 2020 |

| Competição | Competição              | Temporadas | Melhor campanha     | Estreia | Última | P | R |
| Tocantins  | Campeonato Tocantinense | 10         | Campeão (2008)      | 2002    | 2013   |   | 1 |
| Tocantins  | Segunda Divisão         | 1          | Campeão (2011)      | 2011    | 2011   | 1 |   |
| Brasil     | Série D                 | 1          | 33º colocado (2009) | 2009    | 2009   | – |   |
| Brasil     | Copa do Brasil          | 1          | 1ª fase (2009)      | 2009    | 2009   |   |   |

### Desempenho em competições oficiais
Campeonato Brasileiro (Série D)
| Ano  | 2009 |
| Pos. | 33º  |
| ---- | ---- |

Copa do Brasil
| Ano  | 2009 |
| Pos. | 57º  |
| ---- | ---- |

Campeonato Tocantinense
| Ano  | 2002 | 2003 | 2004 | 2005 | 2006 | 2007 | 2008 | 2009 | 2010 | 2011 | 2012 | 2013 |
| Pos. | 10º  | 6º   | 9º   | 7º   | 11º  | 9º   | 1º   | 8º   | —    | —    | 6º   | 8º   |
| ---- | ---- | ---- | ---- | ---- | ---- | ---- | ---- | ---- | ---- | ---- | ---- | ---- |

Campeonato Tocantinense (2ª Divisão)
| Ano  | 2011 |
| Pos. | 1º   |
| ---- | ---- |

Legenda:
| Campeão Rebaixado à divisão inferior |

## Clássicos e rivalidades

### Palmas vs Tocantins
O Tocantins já enfrentou o Palmas 14 vezes na história, foram 2 vitórias, 2 empates e 10 derrotas. Marcou 14 gols e levou 33 gols. O primeiro confronto entre as duas equipes ocorreu no Estádio Nilton Santos em um jogo pelo Campeonato Tocantinense no dia 12 de março de 2002. O Tigrão da Serra saiu derrotado por 2 a 1. A primeira vitória do Tocantins sobre o Palmas em jogos oficiais pelo estadual, ocorreu 10 anos após a primeira partida, no dia 10 de março de 2012, jogo válido pela quarta rodada do Campeonato Tocantinense. A vitória veio por 3 a 2, em pleno Estádio Nilton Santos.
Última atualização: Palmas 2–0 Tocantins, 18 de maio de 2013.
| Rival  | J  | V | E | D  | GP | GC |
| ------ | -- | - | - | -- | -- | -- |
| Palmas | 14 | 2 | 2 | 10 | 14 | 33 |